# أحمد الأشقر
أحمد الأشقر (ولد في 12 ديسمبر 1996 في حلب، سوريا) لاعب كرة قدم دولي سوري يجيد اللعب في مركز الوسط المحوري.

## المسيرة الرياضية

### الأندية
في عام 2014 بدأ الأشقر مسيرته الرياضية في الحرية السوري في الدرجة الثانية. في موسمه الأول ساهم الأشقر في صعود الحرية إلى الدوري الممتاز. في موسم 2015-2016 احتل الحرية المركز الثامن قبل الأخير في المجموعة الأولى ببطولة الدوري الممتاز برصيد 15 نقطة ولكن الحرية لم يهبط بسبب إلغاء الهبوط في ذلك الموسم. في الموسم الثالث والأخير 2016-2017 مع الحرية فإنه فريق الأشقر لم يستطع الصمود وهبط إلى الدرجة الثانية بعدما احتل المركز السادس عشر الأخير في الدوري الممتاز برصيد 19 نقطة بفارق 14 نقطة عن منطقة الأمان.
في 1 ديسمبر 2017 انتقل الأشقر من الحرية إلى الجيش. في موسمه الأول 2017-2018 ساهم الأشقر في تتويج الجيش ببطولة الدوري الممتاز بعدما تصدر الترتيب برصيد 56 نقطة بفارق الأهداف عن الوصيف الاتحاد وبالتالي حقق الأشقر أولى بطولاته الشخصية. وفي بطولة كأس سوريا 2018 ساهم الأشقر في تتويج الجيش بالبطولة بعدما تغلب في المباراة النهائية على الشرطة 2-0 وبالتالي توج الأشقر بثاني بطولاته الشخصية. وفي بطولة كأس الاتحاد الآسيوي 2018 لم يساهم الأشقر سوى في احتلال الجيش المركز الثالث في المجموعة الثانية خلف العهد اللبناني والزوراء العراقي وبالتالي الخروج من البطولة من دورها الأول.
في موسمه الثاني 2018-2019 بدأه عبر المشاركة في كأس العرب للأندية الأبطال 2018–19 حيث خسر من المريخ السوداني 2-4 في مجموع المباراتين وبالتالي الخروج من الدور ال32. وفي بطولة كأس السوبر السوري ساهم الأشقر في تتويج الجيش بالبطولة بعدما تغلب على الاتحاد 1-0 وبالتالي يتوج الأشقر بثالث بطولاته الشخصية. وفي بطولة الدوري السوري الممتاز 2018–19 واصل أرناؤوط اسهامه في تتويج الجيش بهذه البطولة للموسم الثاني على التوالي بعدما تصدر الترتيب برصيد 54 نقطة بفارق نقطة واحدة عن وصيفه تشرين. وفي بطولة كأس سوريا ساهم الأشقر في وصول الجيش إلى الدور الربع النهائي حيث خسر من الطليعة بركلات الترجيح. وفي بطولة كأس الاتحاد الآسيوي 2019 ساهم الأشقر في احتلال الجيش المركز الثاني في المجموعة الأولى برصيد 10 نقاط وبالتالي التأهل إلى الدور الربع النهائي من البطولة حيث خسر من الجزيرة الأردني 3-4 في مجموع المباراتين بعدما كان متقدما في مباراة الذهاب بنتيجة 3-0.
في 1 يوليو 2019 انتقل الأشقر من الجيش إلى الاتحاد مقابل 45 مليون ليرة سورية (35,783 دولار أمريكي). في موسم 2019-2020 ساهم في احتلال المركز السادس في الدوري الممتاز برصيد 43 نقطة بفارق 16 نقطة عن البطل المتوج تشرين وهو يعد تراجعا في المستوى بعدما احتل في الموسم السابق المركز الرابع. أما في بطولة كأس سوريا فقد ساهم في وصول الاتحاد إلى الدور الربع النهائي حيث خسر من الساحل بركلات الترجيح.
في 15 سبتمبر 2020 انتقل الأشقر من الاتحاد إلى حطين. في موسمه الأول 2020-2021 ساهم الأشقر في احتلال حطين المركز الخامس برصيد 45 نقطة بفارق 14 نقطة عن البطل تشرين وهو يعد تراجعا في المستوى بعدما احتل في الموسم السابق المركز الثالث. أما في بطولة كأس سوريا فقد ساهم الأشقر في إيصال حطين إلى المباراة النهائية ولكنه اكتفى بلقب الوصيف بعدما خسر من جبلة بركلات الترجيح.
في 11 مايو 2021 انتقل الأشقر من حطين إلى الوحدة.
في 1 يوليو 2021 انتقل الأشقر في صفقة انتقال حر من الوحدة إلى الحد في الدوري البحريني الممتاز لمدة موسم واحد قابل للتجديد.

## المنتخبات
في 29 مارس 2016 شارك أشقر في أول مباراة دولية له سوريا ضد اليابان في تصفيات كأس العالم 2018. المباراة انتهت 5-0 لصالح لليابان.
تم استدعاء للمشاركة في كأس آسيا 2019 التي أقيمت في الإمارات. شارك الأشقر في مباراة واحدة عندما دخل بديلا في المباراة الأولى أمام فلسطين التي انتهت بالتعادل 0-0.
شارك الأشقر في بطولة بطولة اتحاد غرب آسيا لكرة القدم 2019 التي أقيمت في العراق حيث لعب مباراتين اثنتين أساسيا وكانت أمام اليمن وانتهت بالتعادل 1-1 وفلسطين التي انتهت بالخسارة 3-4.
لعب الأشقر مباراتين في الدور الثاني من تصفيات كأس العالم 2022 ليساهم في تصدر سوريا المجموعة الأولى برصيد 21 نقطة وبالتالي التأهل إلى الدور الثالث.

## الحياة الشخصية
في 16 أغسطس 2020 أكد الأشقر تعافيه تماما من الإصابة بفيروس كورونا «كوفيد 19» بعد مسحة أخيرة أُجريت له بعدما خضع للحجر الصحي لمدة 14 يوم في مدينة حلب.

## الألقاب والجوائز
- الأندية
  - الجيش
    - الدوري السوري الممتاز (2): 2017–18 - 2018–19
    - كأس سوريا (1): 2017-18
    - كأس السوبر السوري (1): 2018

## روابط خارجية
- أحمد الأشقر على موقع قاعدة بيانات كرة القدم.إي يو (الإنجليزية)
- أحمد الأشقر على موقع ناشيونال فوتبول تيمز (الإنجليزية)
- أحمد الأشقر على موقع Soccerway.com (الإنجليزية)